# Ada Karlovský
Adolf Karlovský, vlastním jménem Adolf Netrefa (30. července 1885 Praha – 11. října 1946 Praha) byl český operetní a činoherní herec, zpěvák a divadelní režisér vystupující v první polovině 19. století pod uměleckým pseudonymem Ada Karlovský.

## Život

### Rodina
Adolf Netrefa se narodil 30. července 1885 v Praze. Výnosem zemské politické správy v Praze (datovanému ke dni 3. listopadu 1921) mu bylo povoleno změnit si příjmení na Karlovský. Jeho manželka provozovala na Smíchově v domě Na Knížecí (dnes – rok 2025 – Ostrovského ulice číslo 4) módní krejčovský salon. Manželé Karlovští byli členy sboru Českobratrské církve evangelické na Smíchově a zastávali demokratické ideály prezidentů T. G. Masaryka a Dr. Edvarda Beneše. Dne 17. října 1922 v Praze (na Smíchově) se manželům Karlovským narodil syn Adolf Karlovský (1922–1995).

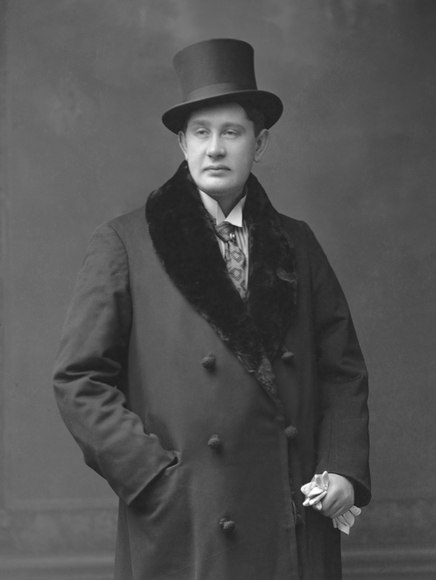
Ada Karlovský ještě jako Adolf Netrefa (před rokem 1916)
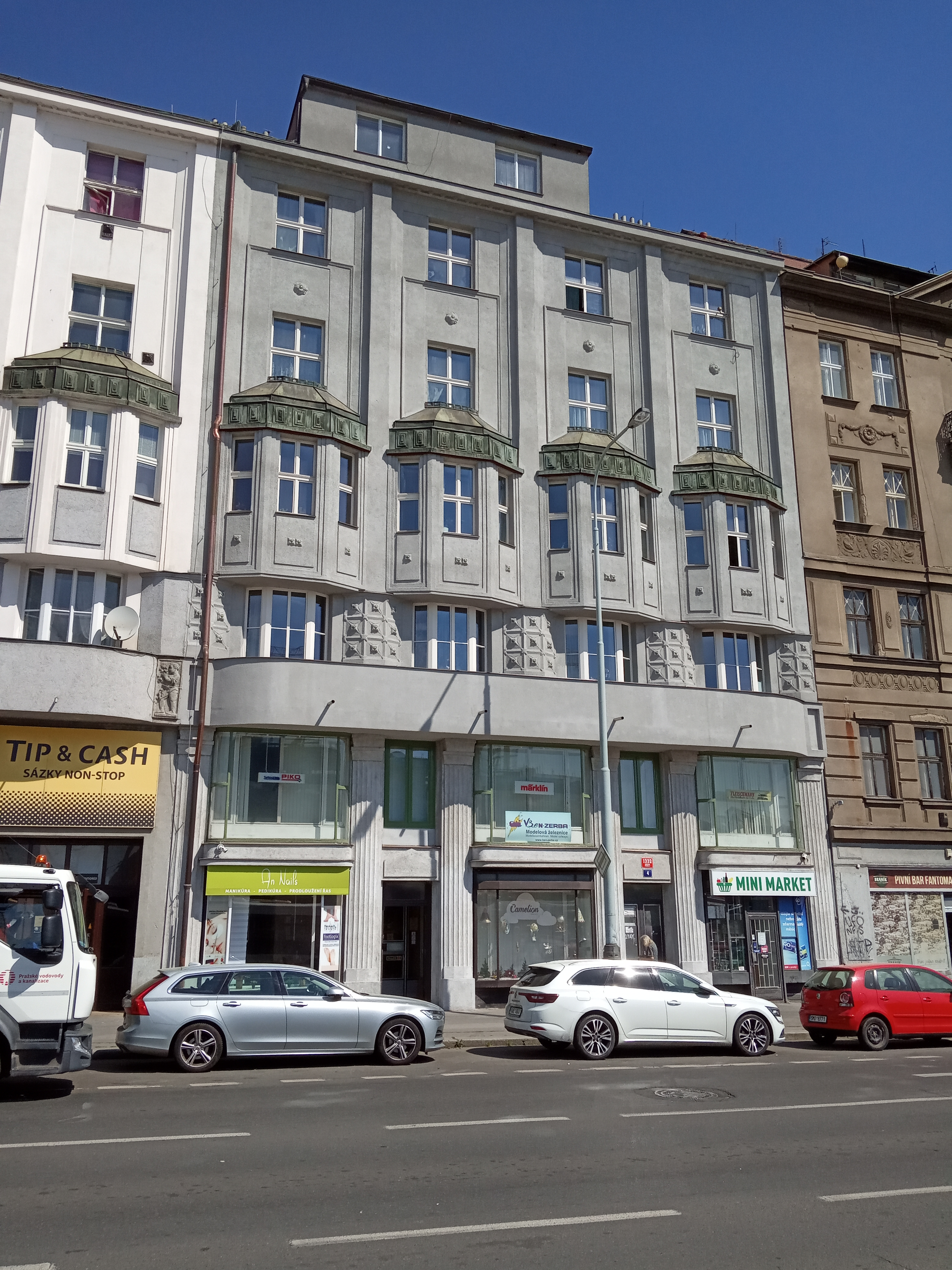
V tomto domě (na adrese: Ostrovského 1332/4, 150 00 Praha 5 - Smíchov) provozovala manželka Ady Smíchovského svůj módní krejčovský salon
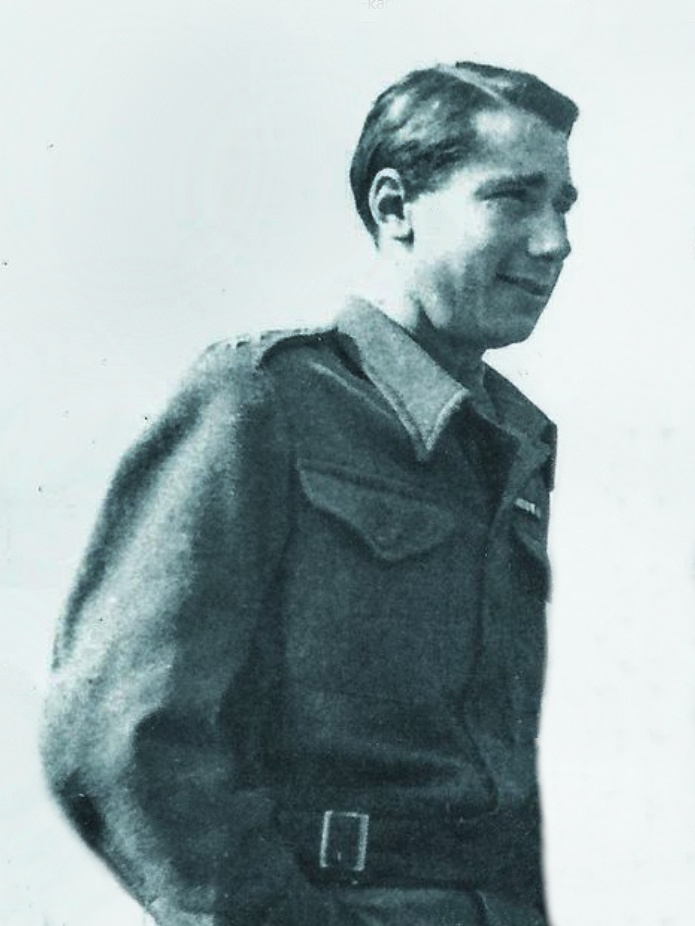
Jeho syn Adolf Karlovský (1922–1995) v uniformě československé armády v létě roku 1946

### Umělecká dráha
Ada Karlovský byl od roku 1903 členem různých venkovských kočovných hereckých společností, ale již o 5 let později (od roku 1908) se uchytil v Praze. Na své první angažmá (v letech 1908 až 1919) nastoupil do Divadla Marie Zieglerové, potom jako herec a režisér pracoval na operetně a zpěvoherně založených scénách na různých místech Prahy. Po vypuknutí první světové války musel v roce 1915 narukovat do rakousko-uherské armády. Po skončení vojenské povinnosti v roce 1917 se opět vrátil zpět k divadlu a na dvě následující sezóny (v letech 1917 až 1919) si pronajal Pištěkovo lidové divadlo na Vinohradech. Karlovský postupně působil v několika dalších pražských scénách:
- holešovická Uranie (od roku 1922);
- Divadlo Vlasty Buriana (od roku 1925);
- Aréna na Smíchově;
- Rokoko;
- Švandovo divadlo na Smíchově;
- Lidové divadlo Deklarace na Žižkově;
- Tylovo divadlo v Nuslích;
- Divadlo v Karlíně;
- Vinohradská zpěvohra a
- další.[1]

Některá divadla, kde Ada Karlovský působil
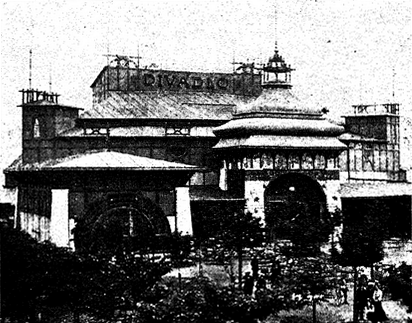
Holešovická Uranie
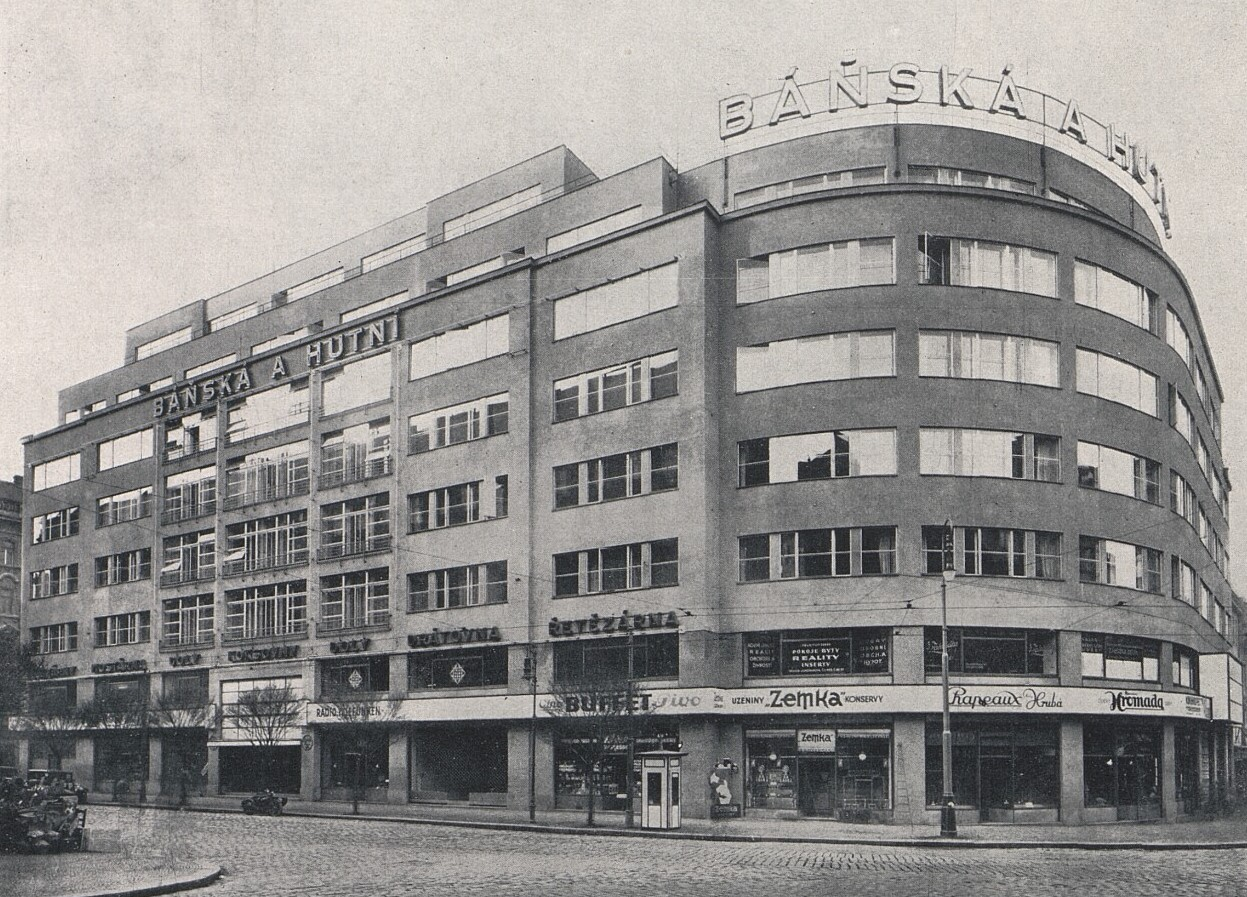
Divadlo Vlasty Buriana
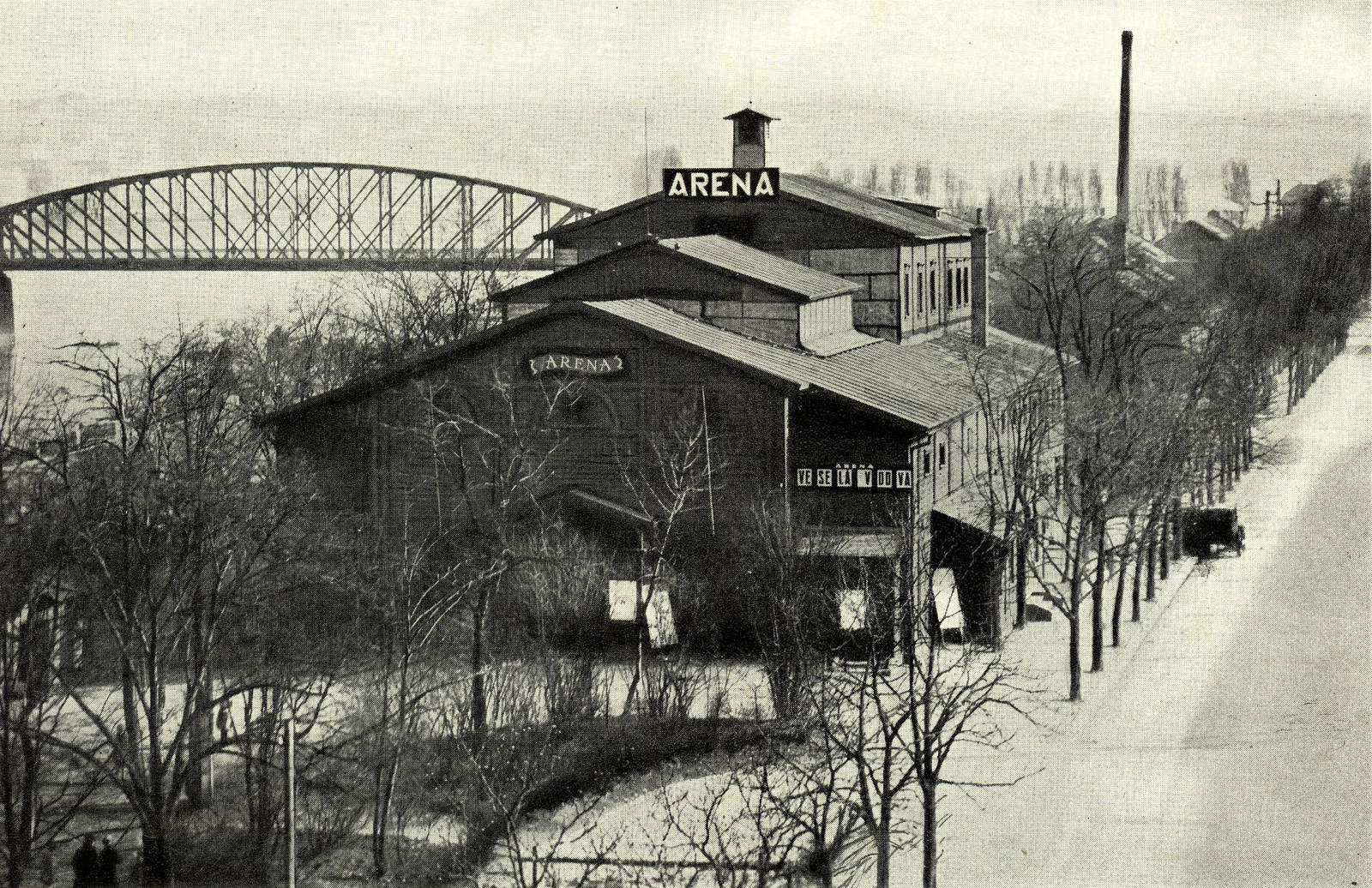
Aréna na Smíchově

Ve 30. letech 20. století vykonával (mimo jiné) Ada Karlovský funkci tajemníka Tylova divadla v Nuslích a krom toho byl také úspěšným zpěvákem, dramaturgem i režisérem. Účinkoval v různých bulvárních fraškách (burleskách), zpěvohrách a operetách, kde uplatnil svůj zpěv a předváděl svůj hlasový potenciál. Vystupoval také na zábavných večerech ve Velkém sále pražského paláce Lucerna. Postupně si svým všestranným talentem herce a zpěváka (v groteskně či tragikomicky laděných kusech) získal u pražských diváků respekt a oblibu a stal se populárním. Byly mu svěřovány role různých důstojníků, generálů a oficírů a to často v komicky laděných dílech nebo v operetách. Režíroval (a často hrál velké role) v následujících kusech:
- Když sukénky šustí;[8]
- Veselé pradlenky;[9]
- Černá ruka v Praze (tady i hrál);
- Tažení Vény Vanáska;
- Růženčina svatební noc (tady i hrál);[10]
- Pepi a jeho kojná (tady i hrál);
- Jeden den králem;[11]
- Dráteníček;
- Zelená se, zelená…;
- Kondelík a Vejvara (tady i hrál, role: stavitel Bečka).[12][1]

Jako herec si zahrál v následujících titulech:
- Odtroubeno;
- Almo, kde bydlíš?;
- Chudá holka;
- Krásná Lída;
- Lady Godiva;
- Třetí zvonění;
- Podzimní manévry;[13]
- Rudý milenec a růžová panenka;
- Za sportem a láskou;[14]
- Naše miminko (role: Jimmy)
- Maska červené smrti;
- Spodnička aneb 100 roků nepodmínečně;
- Krásná Helena;
- Veselé bloudění;
- Polská krev;
- atd.[1]

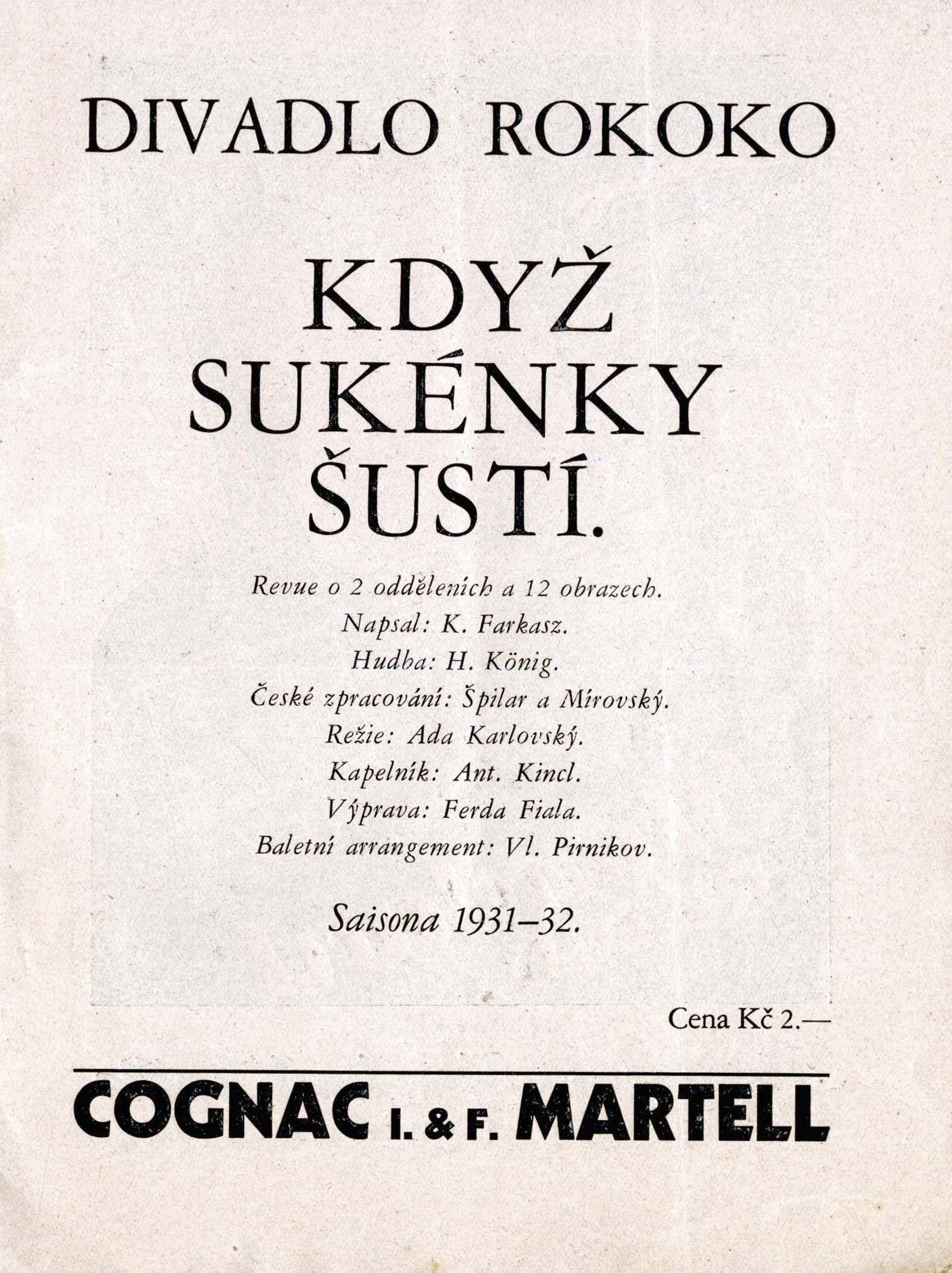
Titulní strana z programu pražského divadla Rokoko v sezóně 1931/1932 na revui nazvanou „Když sukénky šustí“, kterou režíroval Ada Karlovský
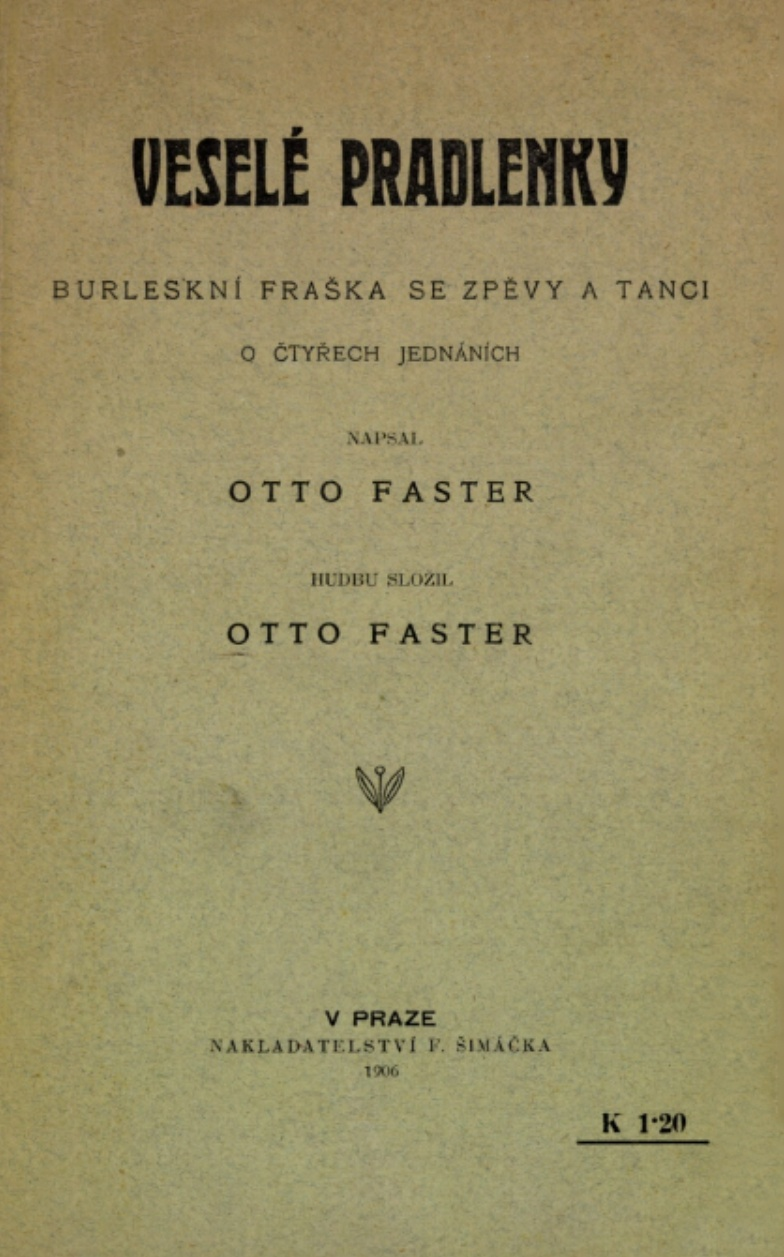
Titulní strana z knížky Otto Fastera Veselé pradlenky : Burleskní fraška se zpěvy a tanci o 4 jednáních
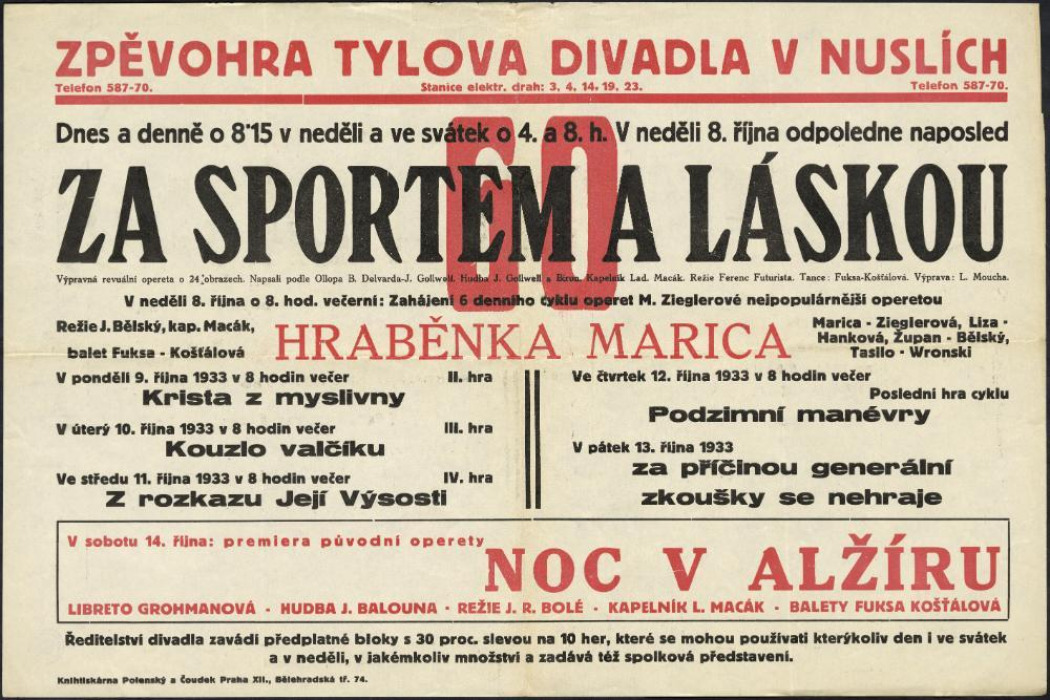
Plakát k revuální operetě „Za sportem a láskou“ uváděné Tylovo divadlem v Nuslích

Ve filmu se objevil poprvé v roce 1917 v němé komedii Pražští adamité a v roce 1919 se zhostil režie v dnes již nedochovaném filmu (komedii) Ada se učí jezdit (podle námětu a scénáře They Červenkové), kde sehrál i hlavní roli. Toto byl jeho první a zároveň poslední počin filmového režiséra, a dále se věnoval divadelní režii. V průběhu následujících 25 let hrál jak v dramatických tak i komediálních filmech. Zpočátku ztvárňoval větší (nikoliv však hlavní) role, ale po nástupu zvukového filmu (v letech 1929 až 1933) byl obsazován stále méně. Mezi léty 1917 až 1944 ztvárnil téměř 40 filmových postav. V roce 1944 natočil svůj poslední filmový počin – melodrama Jarní píseň. V následujících letech vykonával funkci jednatele Ústřední jednoty českého herectva a občas vystoupil v rozhlase.

### Závěr
Ada Karlovský zemřel předčasně nedlouho po skončení druhé světové války dne 11. října 1946 v Praze v jednu hodinu ranní ve věku 61 let na rakovinu jícnu. Jeho úmrtí bylo uvedeno i v některých filmových periodikách, která vycházela krátce po druhé světové válce. Herecký a režisérský průkopník české kinematografie Ada Karlovský je pochován (spolu se svým synem generálem Adolfem Františkem Josefem Karlovským (1922–1995) – odbojářem z druhé světové války, politickým vězněm 50. let 20. století a významným heraldikem) v rodinném hrobě na pražských Olšanských hřbitovech.

Rodinný hrob na Olšanských hřbitovech v Praze
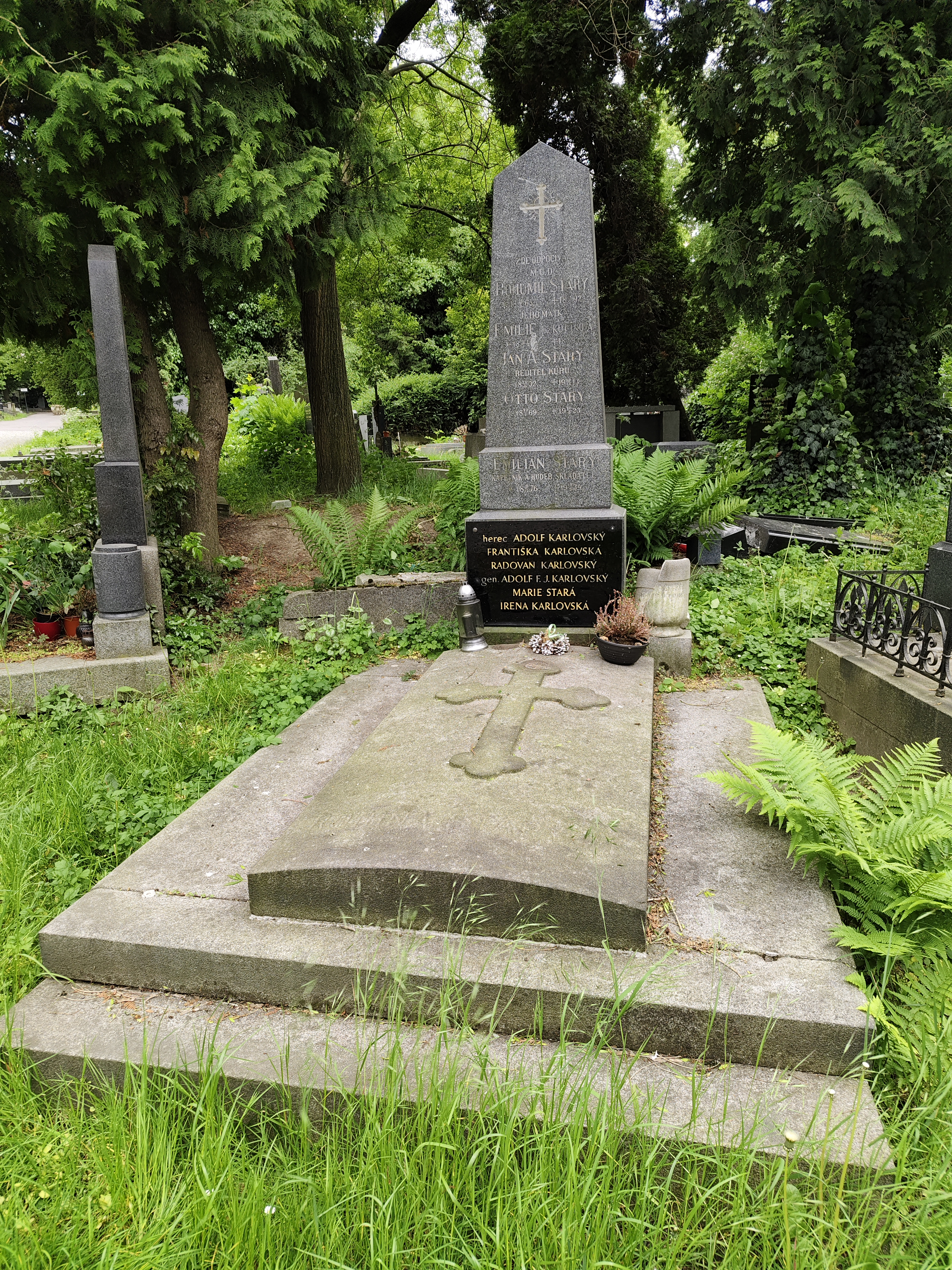
Celkový pohled
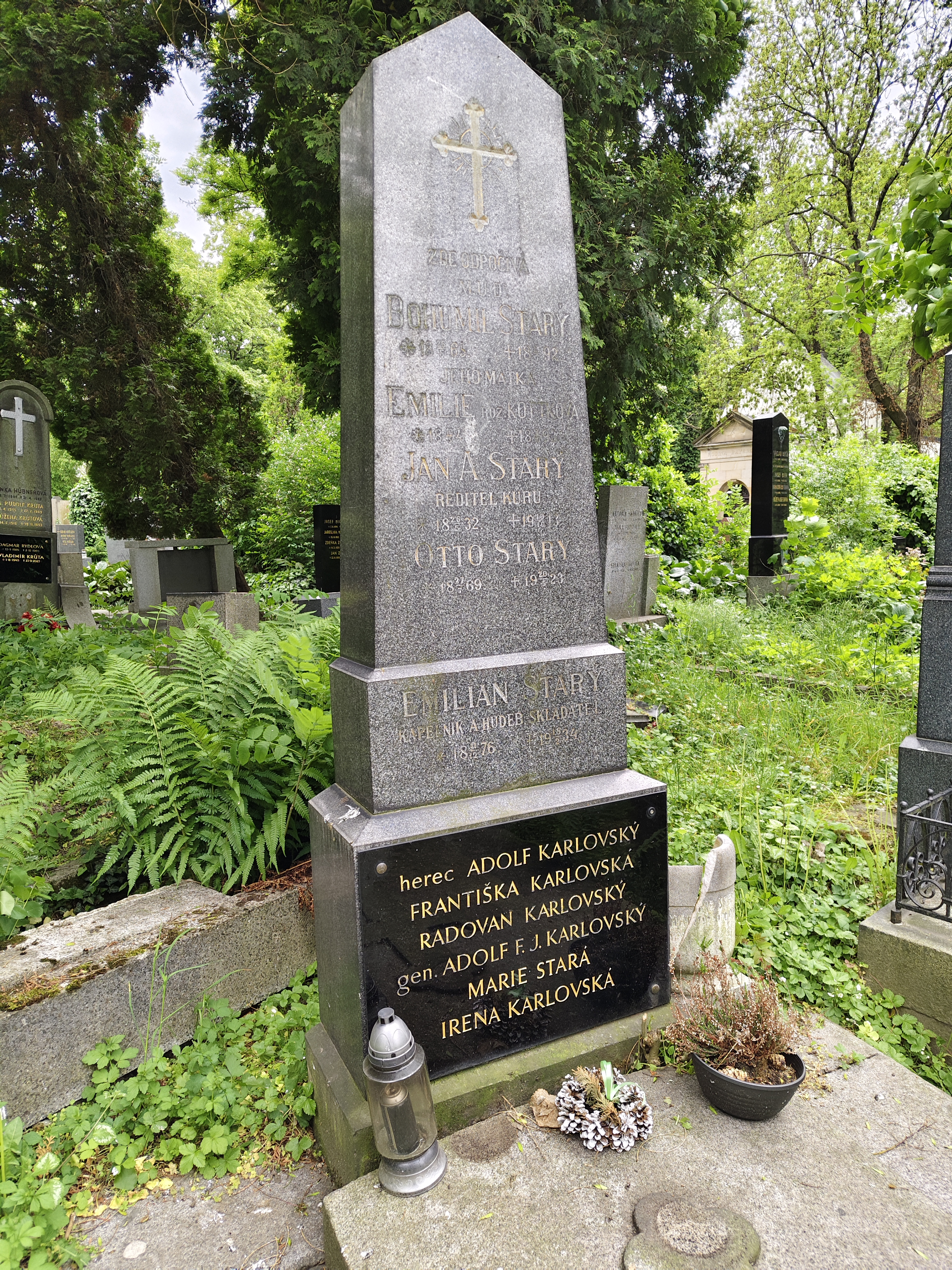
Detail náhrobku
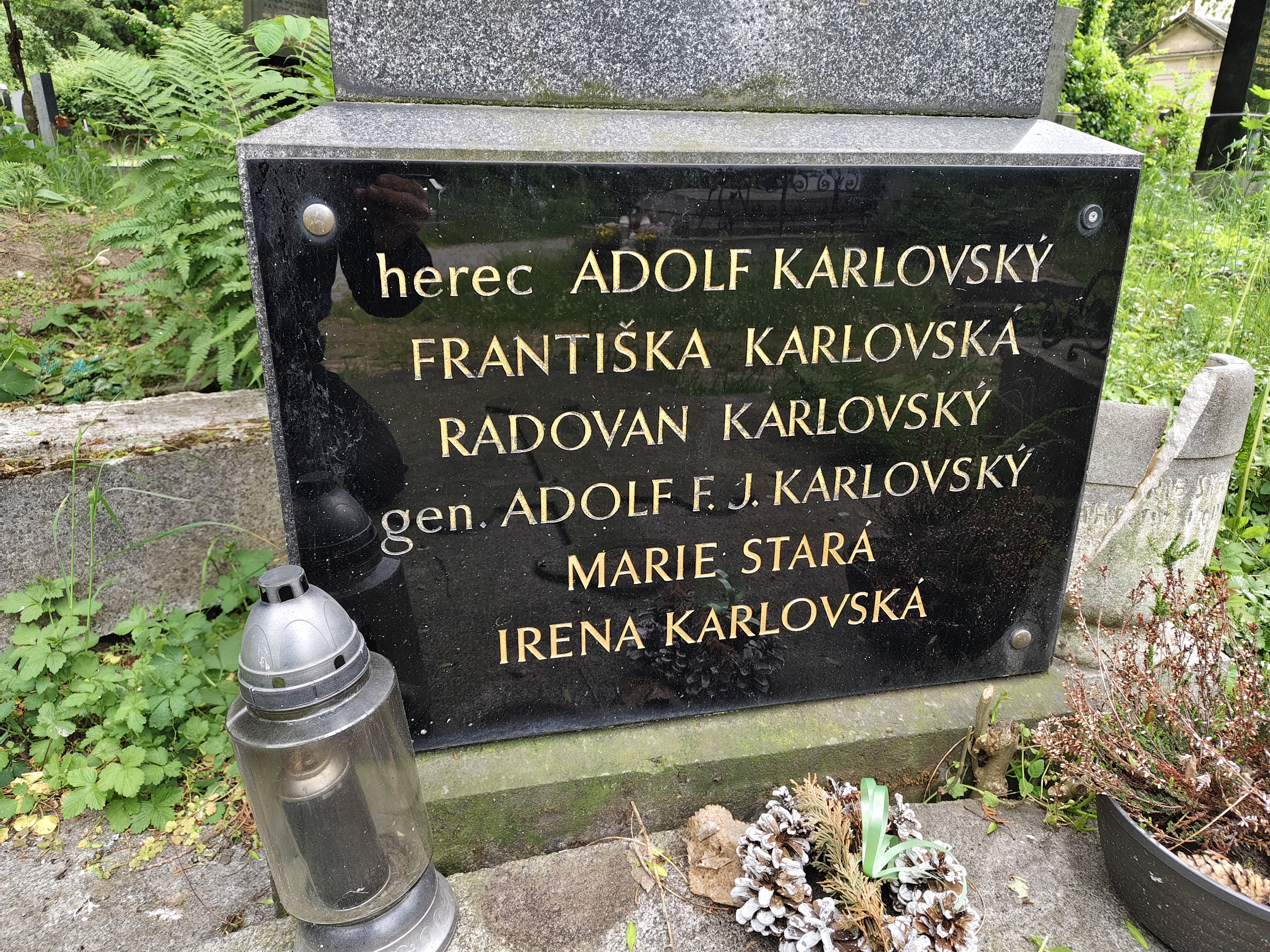
Detail spodní části desky se jmény

## Filmografie
- 1944: Jarní píseň (role: plukovník);
- 1943: Bláhový sen (role: detektiv);
- 1941: Advokát chudých (role: tajný policista);
- 1941: Gabriela (role: host na večírku);
- 1941: Hotel Modrá hvězda (role: noční portýr);
- 1941: Noční motýl (role: vrchní v kavárně);
- 1941: Rukavička (role: host u Berků);
- 1941: Těžký život dobrodruha (role: detektiv);
- 1941: Velká přehrada (role: hlídač na stavbě);
- 1939: Děvče z předměstí anebo Všecko příjde na jevo (role: kníže);
- 1939: Tulák Macoun (role: předseda soudu);
- 1939: Srdce v celofánu (role: návštěvník divadla);
- 1937: Tři vejce do skla (role: obchodník s klenoty);
- 1937: Vdovička spadlá s nebe (role: František, sluha u Severýnů);
- 1937: Ze všech jediná (role: Němec ing. Burghart);
- 1937:	Biograf 1898 (Střihový dokumentární film sestavený ze zahraničních i českých němých hraných filmů s komentářem a s dotáčkami);[1]
- 1934: Hej rup! (role: člen správní rady);
- 1934: Hudba srdcí (role: Karlův přítel);
- 1934: Polská krev (role: fotograf);
- 1933: Život je pes (role: host na zásnubách);
- 1933: S vyloučením veřejnosti (role: žurnalista);
- 1933: Svítání (role: člen správní rady);
- 1932: Peníze nebo život (role: velitel granátníků);
- 1932: Pepina Rejholcová (role: autor operety);
- 1932: Písničkář (role: listonoš);
- 1932: Tisíc za jednu noc (role: velkostatkář Roudenský - pouze foto);
- 1931: Aféra plukovníka Redla (role: vídeňský policejní prezident Gorup);
- 1931: Dobrý voják Švejk (role: komisař);
- 1931: Loupežník (role: velitel veteránů);
- 1931: Miláček pluku (role: starosta);
- 1931: Poslední bohém (role: hejtman);
- 1931: Psohlavci (role: Jiří Peč z Chodova); sedm filmů;
- 1931: Skalní ševci (role: veterán);
- 1928:	Ve dvou se to lépe táhne (role: komorník);
- 1925: Vyznavači slunce / Poslední vlkodlak (role: hrabě Růžodolský);
- 1922: Děvče z Podskalí (role: šéf obchodu);
- 1922: Marwille detektivem / Dobrodružství ve sněhu (role: detektiv Serafín Argus);
- 1921: Román boxera (role: Martin otec, průmyslník Simon);
- 1919: Ada se učí jezdit (režie a hlavní role); Filmové materiály jsou pokládány za ztracené.
- 1917: Pražští adamité (Karlovského herecký debut; role: domácí přítel Drbaný). (Karlovského herecký debut; role: domácí přítel Drbaný). Komedie Antonína Fencla (1881–1952).[19][1]